# Atletica leggera ai Giochi della XVII Olimpiade - 1500 metri piani

Video della Finale (film ufficiale dei Giochi)

Video della Finale (B/N; commento in inglese)

La competizione dei 1500 metri piani maschili di atletica leggera ai Giochi della XVII Olimpiade si è disputata nei giorni 3 e 6 settembre 1960 allo Stadio Olimpico di Roma.

## L'eccellenza mondiale
| Campione olimpico 1956   | 3'41"2      | Ronald Delany   | Solo 800 m  |
| Campione europeo 1958    | 3'41"9      | Brian Hewson    | Ritir. 1959 |
| Primatista mondiale      | 3'36"0 1958 | Herbert Elliott | Presente    |
| Vincitore dei Trials USA | 3'46"9      | Dyrol Burleson  | Presente    |

## Risultati

### Turni eliminatori
| 3 Batterie | 3 settembre | 13 + 13 + 13  | Si qualificano i primi 3. |
| Finale     | 6 settembre | 9 concorrenti |                           |

### Batterie
| Pos. | Atleta             | Nazione          | Tempo Ufficiale | Tempo Ufficioso |
| ---- | ------------------ | ---------------- | --------------- | --------------- |
| 1    | Herb Elliott       | Australia        | 3'41"4          | 3'41"50         |
| 2    | István Rózsavölgyi | Ungheria         | 3'42"0          | 3'42"15         |
| 3    | Dyrol Burleson     | Stati Uniti      | 3'42"2          | 3'42"40         |
| 4    | Terence Sullivan   | Rhodesia         | 3'42"8          | 3'42"96         |
| 5    | Evgenij Momotkov   | Unione Sovietica | 3'43"6          | 3'43"80         |
| 6    | Olavi Salonen      | Finlandia        | 3'46"4          | 3'46"57         |
| 7    | Rudolf Klaban      | Austria          | 3'47"1          | 3'47"24         |
| 8    | Arthur Hannemann   | Germania         | 3'47"4          | 3'47"57         |
| 9    | Laurence Reed      | Gran Bretagna    | 3'47"9          | 3'48"24         |
| 10   | Joseph Mullins     | Canada           | 3'53"1          | 3'53"45         |
| 11   | Tomás Barris       | Spagna           | 3'57"3          | 3'56"10         |
| 12   | Mohamed Gouider    | Tunisia          | 3'58"4          | 3'58"52         |
| -    | Zbigniew Orywał    | Polonia          | Rit.            | Rit.            |

| Pos. | Atleta               | Nazione       | Tempo Ufficiale | Tempo Ufficioso |
| ---- | -------------------- | ------------- | --------------- | --------------- |
| 1    | Michel Bernard       | Francia       | 3'42"2          | 3'42"34         |
| 2    | James Edward Grelle  | Stati Uniti   | 3'43"5          | 3'43"65         |
| 3    | Arne Hamarsland      | Norvegia      | 3'44"4          | 3'44"63         |
| 4    | Brian Kent-Smith     | Gran Bretagna | 3'46"1          | 3'46"21         |
| 5    | Albie Thomas         | Australia     | 3'46"8          | 3'46"95         |
| 6    | Siegfried Valentin   | Germania      | 3'46"9          | 3'46"99         |
| 7    | Svavar Markússon     | Islanda       | 3'47"1          | 3'47"20         |
| 8    | Alfredo Rizzo        | Italia        | 3'47"3          | 3'47"56         |
| 9    | Andrei Barabaş       | Romania       | 3'47"4          | 3'47"71         |
| 10   | Muharrem Dalkılıç    | Turchia       | 3'47"9          | 3'47"18         |
| 11   | Dhira Phiphobmongkol | Thailandia    | 4'24"4          |                 |
| -    | Péter Parsch         | Ungheria      | Rit.            | Rit.            |
| -    | Egon Oehri           | Liechtenstein | Rit.            | Rit.            |

| Pos. | Atleta             | Nazione       | Tempo Ufficiale | Tempo Ufficioso |
| ---- | ------------------ | ------------- | --------------- | --------------- |
| 1    | Dan Waern          | Svezia        | 3'43"9          | 3'44"18         |
| 2    | Michel Jazy        | Francia       | 3'44"9          | 3'45"03         |
| 3    | Zoltan Vamoş       | Romania       | 3'44"9          | 3'45"07         |
| 4    | Adolf Schwarte     | Germania      | 3'45"3          | 3'45"46         |
| 5    | Lajos Kovács       | Ungheria      | 3'46"0          | 3'46"20         |
| 6    | Michael Wiggs      | Gran Bretagna | 3'46"5          | 3'46"61         |
| 7    | Merv Lincoln       | Australia     | 3'46"8          | 3'47"18         |
| 8    | Evangelos Depastas | Grecia        | 3'48"4          | 3'48"77         |
| 9    | Peter Close        | Stati Uniti   | 3'50"2          | 3'50"69         |
| 10   | Olavi Vuorisalo    | Finlandia     | 3'52"2          | 3'52"68         |
| 11   | Stefan Lewandowski | Polonia       | 3'59"3          | 3'59"75         |
| 12   | Yair Pantilat      | Israele       | 3'59"8          | 4'00"14         |
| 13   | Kassim Mukhtar     | Iraq          | 4'00"1          | 4'00"33         |

### Finale
L'uomo da battere è l'australiano Elliott. Di solito nei 1500 metri, gara di resistenza, si corre in gruppo e poi si aspettano gli ultimi 200 o 300 metri per scattare. 

Ma Elliott già da tempo adotta un metodo di allenamento innovativo, che gli permette di spingere sull'acceleratore già dopo un giro e mezzo di pista. Fa gradualmente il vuoto dietro di sé e va a vincere con quasi tre secondi di distacco sulla medaglia d'argento.
È il nuovo record mondiale. Negli ultimi 800 metri viene cronometrato in 1'52"8.

Giunge sesto il vincitore dei Trials, Dyrol Burleson.
| Pos.    | Atleta              | Età | Nazione     | Tempo  |
| ------- | ------------------- | --- | ----------- | ------ |
| Oro     | Herb Elliott        | 22  | Australia   | 3'35"6 |
| Argento | Michel Jazy         | 24  | Francia     | 3'38"4 |
| Bronzo  | István Rózsavölgyi  | 31  | Ungheria    | 3'39"2 |
| 4       | Dan Waern           | 27  | Svezia      | 3'40"0 |
| 5       | Zoltan Vamoş        | 24  | Romania     | 3'40"8 |
| 6       | Dyrol Burleson      | 20  | Stati Uniti | 3'40"9 |
| 7       | Michel Bernard      | 28  | Francia     | 3'41"5 |
| 8       | James Edward Grelle | 23  | Stati Uniti | 3'45"0 |
| 9       | Arne Hamarsland     | 27  | Norvegia    | 3'45"0 |